# Der Wendepunkt (2021)
Der Wendepunkt (Originaltitel: La svolta) ist ein italienisches Drama von Riccardo Antonaroli aus dem Jahr 2021.

## Handlung
Ludovico, ein halbherziger Student, der unter Depressionen leidet, ist das vollkommene Gegenteil eines selbstbewussten Mannes. Er weiß mit seinem einsamen Leben nicht viel anzufangen, hat keine Freunde und auch keine Freundin. Er zeichnet Comics, die er aus Schamgefühl niemandem zeigt und von denen selbst sein Vater nicht weiß. Auch reicht er sie nicht bei einem Verlag ein. Jack, der ihn in dessen Wohnung gegen seinen Willen festhält, ist da ein ganz anderer Typ. Selbstbewusst geht er seinen Weg und nimmt sich, auch gegen das Gesetz, das, was er will. Hier macht er auch vor anderen Kriminellen nicht Halt. Er versucht Ludovico aus seinem traurigen Dasein herauszuholen und gibt ihm Tipps, wie man im Leben Ziele erreichen kann. Zunächst ungläubig, lässt sich Ludovico aber bald von seinem neuen besten Freund den richtigen Schubs geben. Das Stockholm-Syndrom entwickelt sich bei Ludovico. Währenddessen sind Kriminelle hinter Jack her.

## Veröffentlichung
Der Film wurde erstmals am 2. Dezember 2021 auf dem Turiner Filmfestival gezeigt. Am 20. April 2022 wurde er auf der Streaming-Plattform Netflix veröffentlicht.

## Hintergrund
Es handelt sich um die erste Spielfilm-Arbeit des Regisseurs Riccardo Antonaroli. Der Film wurde größtenteils in Rom und Umgebung gedreht, wo er auch spielt.